# M2 (economia)
Em economia, M2 é um agregado monetário que corresponde a M1 (isto é o papel moeda em poder do público + depósitos à vista) mais o total de depósitos especiais remunerados de curto prazo (poupança, fundos de investimento etc) e títulos públicos de alta liquidez.

## Agregados monetários
Os agregados monetários são as medidas quantitativas da oferta de moeda. Cada país classifica seus agregados monetários, geralmente por ordem de liquidez. No Brasil e em Portugal consideram-se cinco agregados monetários: M0, M1, M2, M3, M4 e M5.
- M0 = Base Monetária Restrita = moeda emitida (papel-moeda e moeda metálica) + reservas bancárias (moeda em poder das entidades financeiras e seus depósitos no Banco Central);
- M1 = moeda em poder do público (papel-moeda e moeda metálica) + depósitos à vista nos bancos comerciais. M1 é o total de moeda que não rende juros e é de liquidez imediata.

sendo que
Moeda em poder do público é  a quantidade de moeda emitida pela autoridade monetária menos as reservas bancárias
- M2 = M1 + depósitos a prazo (depósitos para investimentos, depósitos de poupança, fundos de aplicação financeira e de renda fixa de curto prazo) + títulos do governo em poder do público.
- M3 = M2 + depósitos de poupança
- M4 = M3 + títulos privados (depósitos a prazo e letras de câmbio)[2]
- M5 = M4 + capacidade aquisitiva dos cartões de crédito.